# Akademia wojskowa
Akademia wojskowa – uczelnia wojskowa, kształcąca kadry oficerskie o wysokich kwalifikacjach dla wszystkich rodzajów sił zbrojnych i wojsk, a także prowadząca B+R.

## Polskie akademie wojskowe
Istniejące obecnie:
- Wojskowa Akademia Techniczna
- Akademia Marynarki Wojennej
- Akademia Sztuki Wojennej (do 2016 pod nazwą Akademia Obrony Narodowej)
- Akademia Wojsk Lądowych
- Lotnicza Akademia Wojskowa.

Nieistniejące obecnie:
- Wojskowa Akademia Medyczna
- Wojskowa Akademia Polityczna
- Akademia Sztabu Generalnego.